# Ponte Caldelas
Pour les articles homonymes, voir Caldelas.
Ponte Caldelas est une commune de la province de Pontevedra en Espagne située dans la communauté autonome de Galice.

## Patrimoine
Le site archéologique de Tourón se trouve sur le territoire de la commune.